# Кришнан, Кавита
Кавита Кришнан (Kavita Krishnan, там. கவிதா கிருஷ்ணன், хинди कविता कृष्णन; род. 1973) — индийская марксистская феминистка, активистка движения за права женщин. Среди прочего, во время протестов после группового изнасилования Нирбхайи в Дели в 2012 году она привлекла общественное внимание к проблеме гендерного насилия в стране.
До 2023 года входила в Коммунистическую партию Индии (марксистско-ленинскую) «Освобождение», была членом её политбюро и на протяжении более двух десятилетий — её Центрального комитета. Она также была редактором ежемесячного партийного издания Liberation («Освобождение») и секретарём женского крыла КПИ (МЛ) «Освобождение», Всеиндийской ассоциации прогрессивных женщин (AIPWA). Выступив активной противницей российского вторжения и организаторкой акций солидарности с Украиной, покинула свои партийные посты из-за обострившихся разногласий с остальным руководством партии.

## Биография

### Семья и учёба
Кавита Кришнан родилась в тамильской семье в Кунуре (штат Тамилнад). Она выросла в Бхилаи (штат Чхаттисгарх). Её мать преподавала английский язык, а отец работал инженером на местном сталелитейном заводе, сооружённом при помощи СССР, и ездил на учёбу в Киев.
Кавита получила степени бакалавра в Колледже Святого Ксаверия в Мумбаи (Бомбее) и магистра по английской литературе в Университете Джавахарлала Неру. Она планировала заняться преподаванием, однако вмешались политические события.

### Первые шаги в активизме
Во время учёбы Кавита Кришнан присоединилась к театральной труппе под руководством Аруна Феррейры в колледже Святого Ксаверия в Мумбаи (входящем в Мумбайский университет). С ней она участвовала в уличных спектаклях и акциях протеста. Однако серьёзно участвовать в политической деятельности она начала, когда поступила в Университет Джавахарлала Неру, где вступила во Всеиндийскую ассоциацию студентов и была избрана совместным секретарём студенческого профсоюза в 1995 году.
Значительное влияние на неё оказал ранее бывший президентом этого профсоюза в университете студенческий лидер Чандрашекхар Прасад (Чанду). Именно он предложил ей стать освобождённой работницей, чтобы она могла посвятить всё своё время защите прав женщин. Во время выступления на уличном митинге в Сиване (штат Бихар) Чандрашекхар вместе с другим лидером КПИ (МЛ) Шьямом Нараяном Ядавом стал жертвой политического убийства 31 марта 1997 года. После этого инцидента жизнь Кавиты Кришнан как активистки резко изменилась.
После убийства Чанду тысячи студентов Университета Неру вышли на массовые демонстрации, требуя действий против бывшего депутата от партии Раштрия Джаната Дал Мохаммада Шахабуддина, чьи люди обвинялись в этом покушении. Кришнан участвовала в акциях в Дели, где протестующие студенты подверглись нападению со стороны людей Лалу Ядава в Бихар-Бхаване. За участие в этих протестах она провела восемь дней за решёткой.

### Роль в протестах против изнасилований
Став одной из самых узнаваемых активисток во время массовых протестов за права женщин, последовавших за изнасилованием и убийством 23-летней девушки в столице Индии Нью-Дели. Кавита Кришнан внесла существенный вклад в формирование дискурса движения. Одна из речей, которые она произнесла на акции протеста возле дома главного министра Дели Шейлы Дикшит, быстро стала вирусной на YouTube. В этой речи она изложила своего рода манифест движения: бросая вызов господствовавшей точке зрения, защищавшей постоянную «опеку» над девушками со стороны семьи или работодателей, Кришнан сформулировала как главное требование свободу женщины. В этой речи она также выступила против расхожего требования смертных казней за изнасилования, подчеркнув, что это не является решением проблемы. Она указала, что уровень осуждения за изнасилования в Индии чрезвычайно низок, и такие методы, как химическая кастрация или смертная казнь, отнюдь не служат сдерживающим фактором.
Кавита привела веские доводы в пользу женской «безоговорочной свободы» — «свободы без страха». Требование «Свобода без страха» стало объединяющим для протестующих против изнасилований, и тезисы Кавиты Кришнан получили широкое освещение в СМИ. Её взгляды на смертную казнь оказали влияние на формирование дискурса протестного движения после 16 декабря. При этом Кавита Кришнан подвергалась травле со стороны троллей.

### Российско-украинская война и выход из партии
Вместе со своей партией КПИ (МЛ) Кавита Кришнан активно выступала в защиту индийской демократии против индуистско-шовинистического и правоконсервативного курса премьер-министра Нарендры Моди. Однако Кавита также критиковала авторитарные правительства и силы в других странах мира, включая современную КНР и путинскую РФ, и указывала на идейно-политические связи индийских, российских и других ультраправых. Сам путинский режим она определила как «фашистский».
Таким образом, она осуждала не только вторжения наподобие войны в Ираке как военную агрессию США, но и экспансионизм и милитаризм со стороны конкурентов Запада, особенно антидемократических. На партийном съезде 2018 года она продвинула резолюцию, осуждавшую массовые убийства гражданских режимом Асада и российскими бомбардировками (однако другие партийные лидеры внесли поправки, обвинявшие также США в попытке «смены режима»).
Накануне развязанной Россией полномасштабной войны против Украины Кавита Кришнан добилась от партии оперативного осуждения эскалации с требованием отвода российских войск (впрочем, его тут же «сбалансировали» обвинениями в адрес Америки за «разжигание войны»). С началом вторжения 24 февраля 2022 года она созвонилась с генсеком КПИ (МЛ) и инициировала антивоенное заявление партии, а также уличные акции протеста против российской агрессии. Она также подписала воззвания солидарности с Украиной со стороны мировых левых и феминистский манифест «Право на сопротивление».
Однако, хотя Кришнан была главным редактором партийного журнала, ей разрешили опубликовать там только одну статью по теме, содержавшую критику столетий российской имперской политики и преступлений сталинизма. В полноценной внутрипартийной дискуссии ей отказали, а часть руководства партии была недовольна её нападками на политику ряда режимов, называвших себя коммунистическими (включая советский и китайский).
В сообщении в Facebook 1 сентября 2022 года Кришнан объявила, что КПИ (МЛ) «Освобождение» освободила ее от всех партийных должностей и обязанностей по собственному желанию, однако она продолжит оставаться членом партии. Это рассматривается как следствие её разногласий с остальным руководством по различным вопросам, в том числе связанным с Китаем и российско-украинской войной. В своих выступлениях и статьях продолжает разоблачать идею «многополярного мира» в трактовке российской дипломатии и призывать к солидарности между освободительными движениями, противостоящими антидемократическим тенденциям в самой Индии и остальном мире.

## Книга и признание
В мае 2020 года была опубликована книга Кавиты Кришнан «Бесстрашная свобода» (Fearless Freedom). Рецензия на книгу в журнале «Society and Culture in South Asia» от Айшварии Бхуты указывает на контекст написания книги на фоне дела о групповом изнасиловании в Дели, заставившем Кришнан повторить свои тезисы о том, что смертная казнь не является сдерживающим фактором и что вместо её применения государство должно обеспечить действенную свободу для женщин, в том числе на рабочем и учебном месте. Стиль письма книги прост и состоит из личных переживаний, выдержек из автобиографий, примеров из кино и поэзии.
Популярный приём «Бесстрашной свободе» был оказан в индийском женском блоге Women’s Web: автор отзыва Пиюша Вир выделила идею книги, что «заключение женщины дома само по себе является формой насилия, которая даже не признаётся таковой». Эта мысль заставила её задуматься о том, как жизнь женщин в Индии находится под круглосуточным наблюдением во имя безопасности, и задаться вопросом, что можно сделать, чтобы разрушить это глубоко патриархальное общество и систему?
Кавита Кришнан была признана одной из 100 женщин BBC 2014 года.